# Agriculture au Canada

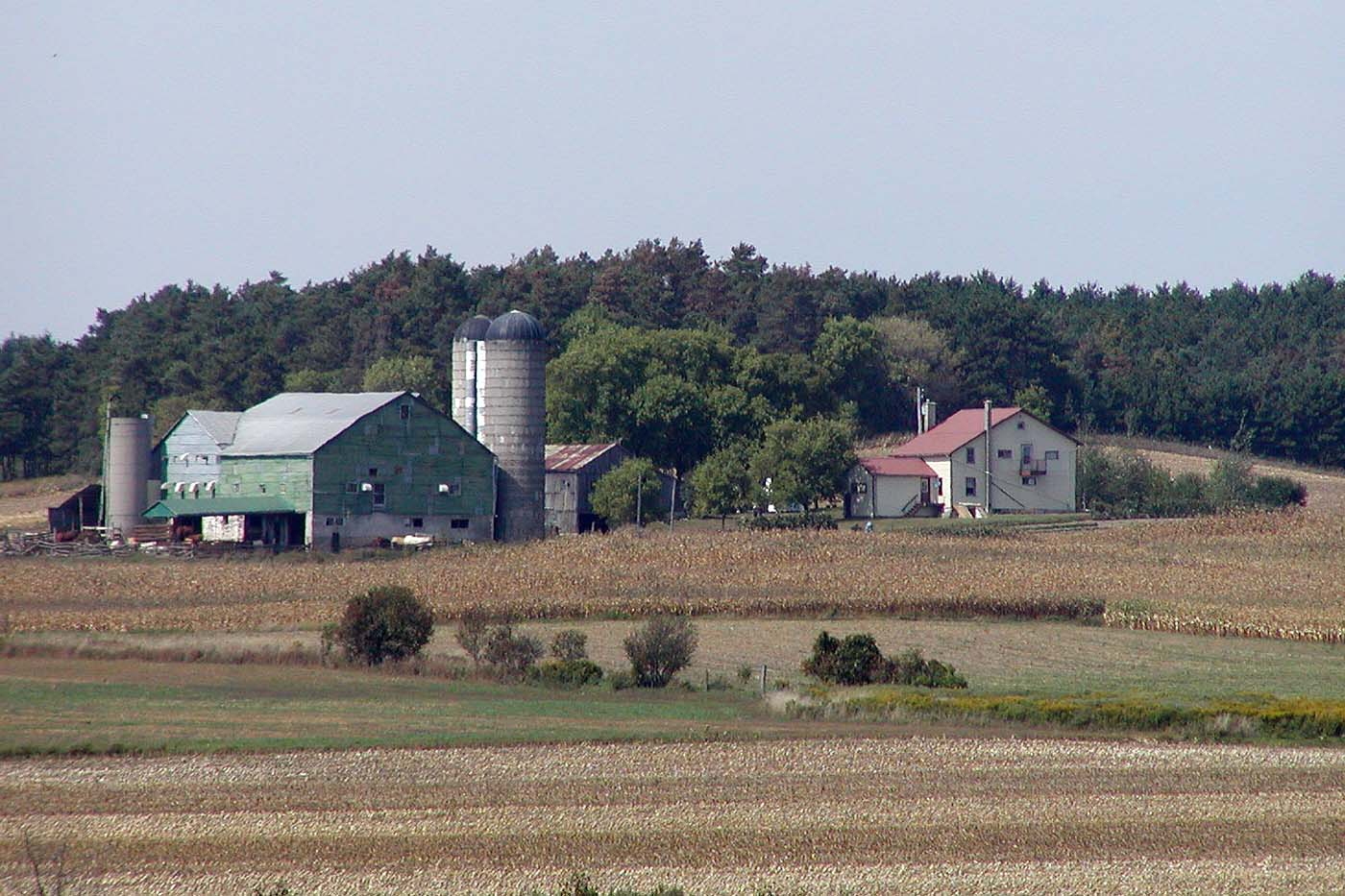
Une ferme en Ontario

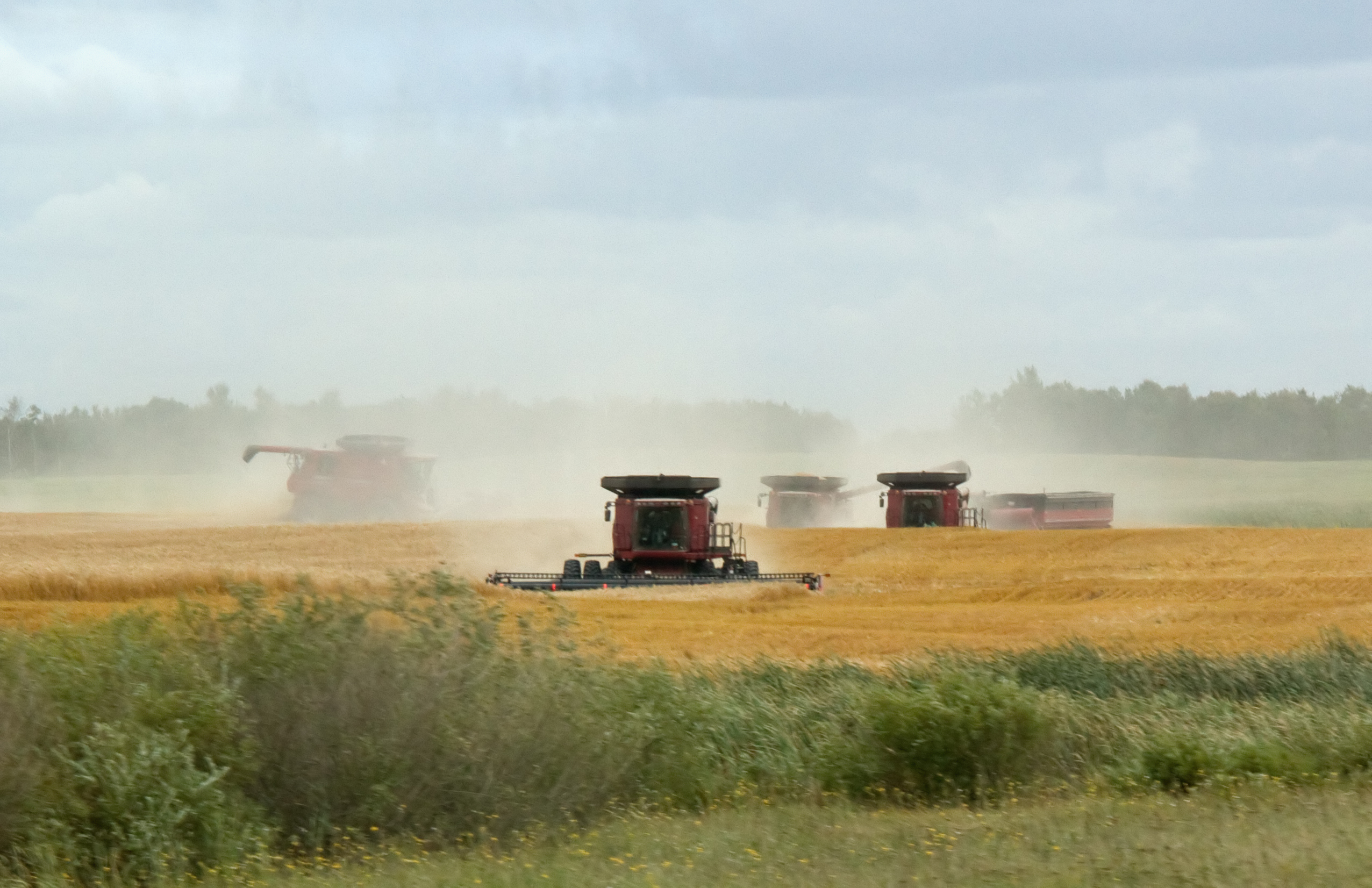
Récolte d'un champ en Saskatchewan

L'agriculture au Canada est l'une des plus productives et des plus importantes du monde, notamment par son rôle à l'exportation. Comme dans d'autres pays développés, l'importance de l'agriculture, tant du point de vue de la population active que du produit intérieur brut (PIB), a spectaculairement diminué au cours du XXe siècle, mais ce secteur reste un élément important de l'économie canadienne.
L'agriculture canadienne est très diversifiée, depuis les fermes laitières du Québec et de l'Ontario, en passant sur les vastes champs de blé et de canola qui s'étendent dans la Prairie jusqu'aux grands élevages de l'Alberta.

## Production
En 2018, le Canada était le premier producteur mondial de colza (20,3 millions de tonnes), de pois sec (3,5 millions de tonnes) et de lentille (2 millions de tonnes), le deuxième producteur d'avoine dans le monde (3,4 millions de tonnes), 6e producteur mondial de blé (31,7 millions de tonnes) et d'orge (8,3 millions de tonnes), 7e producteur mondial de soja (7,2 millions de tonnes), le 10e producteur mondial de maïs (13,8 millions de tonnes) et le 12e producteur mondial de pomme de terre (5,7 millions de tonnes). La même année, le pays a également produit 688 000 tonnes de lin, 505 000 tonnes de betterave sucrière (utilisée pour produire du sucre), 497 000 tonnes de tomate, 424 000 tonnes de pomme, 354 000 tonnes de carottes, 341 000 tonnes de haricot, 311 000 tonnes de pois chiches, 236 000 tonnes de seigle, 240 000 tonnes tonnes d'oignon, 219 000 tonnes de chou, 195 000 tonnes de canneberge, 164 000 tonnes de myrtille, 173 000 tonnes de graines de moutarde, 138 mille tonnes de champignon et truffe, 120 mille tonnes de raisin, en plus de petites productions d'autres produits agricoles.

## Histoire

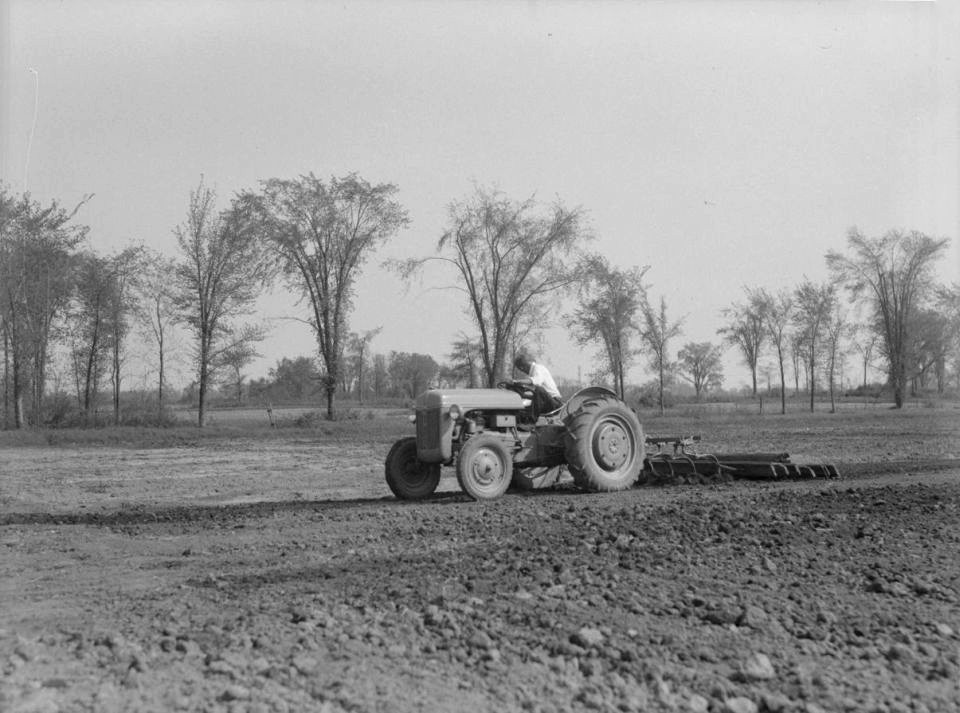
Un cultivateur tiré par un tracteur à Montréal en 1943

Au Canada, l’agriculture a évolué de façon très différente dans chaque région du pays au cours de l'histoire. Ceci s’explique d’abord par les différences de climats et de géographie, mais aussi par le fait que chaque région a été colonisée à un moment différent du développement économique et politique du Canada. Le gouvernement a toujours constitué le principal facteur d’unification depuis l’époque coloniale. En effet, l’agriculture a été essentiellement dirigée par l’État.

## Répartition géographique
Cinq provinces constituent la majeure partie de l’agriculture canadienne : le Québec (production dominante : élevage laitier), l’Ontario (productions dominantes : élevage laitier, polyculture, soja, maïs), et les trois provinces des Prairies où se pratique une agriculture extensive et très mécanisée, sur de grandes exploitations : Manitoba, Saskatchewan et Alberta (cultures de printemps seulement, dont les principales sont le canola/colza et le blé). Il faut noter le rôle majeur de l’Alberta dans l’élevage bovin viande.

## Principales productions
| Secteur                                                                                    | Pourcentage des recettes agricoles | Marchés visés         |
| ------------------------------------------------------------------------------------------ | ---------------------------------- | --------------------- |
| Grains et oléagineux (blé, blé dur, avoine, orge, seigle, lin, canola/colza, soja et maïs) | 34 %                               | Canada et exportation |
| Viandes rouges – bétail (bovins viande, porcs, veaux, agneaux                              | 24 %                               | Canada et exportation |
| Élevage laitier                                                                            | 12 %                               | Canada                |
| Horticulture                                                                               | 9 %                                | Canada                |
| Volailles et œufs                                                                          | 8 %                                | Canada                |

## Soutien public
Du point de vue de la politique agricole et du soutien public à l’agriculture, c’est une compétence partagée entre les niveaux fédéral et provinciaux. On distingue les productions régies par le système de gestion de l’offre (lait, viandes de volailles, œufs) dont les volumes de production font l’objet d’un macro- et d’un micro-management (quotas) pour faire correspondre la production à la consommation domestique. Les prix sont calculés pour assurer une marge aux producteurs. Les autres productions (grandes cultures, élevage de bœufs et de porc) sont effectuées sans soutien proportionnel (à l’hectare ou à l’animal) et au cours mondial. Il faut noter que les prix payés aux producteurs pour les principales productions végétales sont inférieurs aux cours mondiaux à cause des coûts d'acheminement intérieur (rail et bateau) sur de longues distances, ces coûts n'étant plus subventionnés depuis 1995.
Les principaux programmes de soutien sont les programmes d’assurance-production - "Agriprotection" et d’assurance de la marge - "Agristabilité", qui sont co-financés. Les programmes sont livrés exclusivement par les sociétés d'assurance provinciale comme La Financière Agricole du Québec et portent localement un autre nom. Ainsi le programme fédéral "Agriprotection" se nomme "Assurance récolte" au Québec. Les sociétés provinciales d'assurance agricole peuvent aussi proposer des programmes financés exclusivement sur fonds provinciaux comme le programme "Assurance stabilisation" qui garantit un revenu positif aux producteurs.
Au total, les gouvernements consacrent environ 5.3 milliards de dollars canadiens au soutien à l’agriculture. Selon la mesure de l’OCDE, le soutien public à l’agriculture (ESP), au Canada, représente 10,74 % des recettes agricoles brutes, contre 20,99 % pour l’Union européenne à 28. Le soutien se situe bien en deçà des limites de l'engagement OMC, mais la variabilité possible du programme d'assurance-production (en boite orange) en cas de conditions climatiques extrêmes pourrait augmenter le soutien près de la limite, certaines années.

## Santé de l’agriculture canadienne
La plupart des fermes canadiennes sont profitables, mais il y a peu d’installations nouvelles. Le progrès technique est constant et l’opinion publique canadienne a une bonne image de son secteur agricole. Les agriculteurs canadiens ont adopté rapidement les cultures OGM. Plusieurs millions d’hectares d’OGM sont cultivés au Canada (canola/colza, maïs, soja). Du point de vue de l’état fédéral, on parle de l’ « industrie de l’agriculture », c’est le côté « chef d’entreprise » des agriculteurs qui est apprécié. Il n’y a pas d’intervention publique pour orienter les productions ou limiter la concentration des exploitations.

## Commerce international
Du fait de ses importantes productions végétales et de sa relativement faible population (36 millions d’habitants sur un pays de 9 millions de km2, soit 18 fois la France), le Canada est un acteur significatif du commerce international des produits agricoles et agroalimentaires. Le Canada est le premier exportateur mondial de blé dur, de canola/colza, de pois protéagineux, de lentilles, et un exportateur important de graines de lin et de moutarde. Le Canada est un exportateur significatif de blé, de viande de bœuf, d’orge et de soja. Les principaux marchés d’exportation du Canada sont les États-Unis et les pays d’Asie.[réf. nécessaire]
Le Canada fait partie de l'OMC et a conclu des accords de libre-échange avec les Etats-Unis et le Mexique (ALENA/NAFTA) ainsi qu’avec l’Union européenne (AECG/CETA), et de nombreux autres pays comme le Chili, le Panama, Israel. L’accès aux marchés mondiaux donné par ces accords est sans égal dans le monde.

## Normes de salubrité et de santé
L'Agence canadienne d'inspection des aliments (ACIA/CFIA) assure l’inspection sanitaire selon les normes internationales HACCP. Le Canada participe à de nombreuses organisations internationales comme l’OIE, le Codex, l’OAA/FAO. Le Canada exporte des produits agricoles et agroalimentaires dans le monde entier en respectant les exigences des pays destinataires.